# Ноћни излет
Ноћни излет је југословенски и словеначки филм први пут приказан 26. јуна 1961. године. Режирао га је Мирко Гроблер који је написао и сценарио.

## Улоге
| Глумац         | Улога          |
| -------------- | -------------- |
| Шпела Розин    | Вера           |
| Примож Роде    | Марко          |
| Тоне Слодњак   | Џо             |
| Мања Голец     | Татјана        |
| Јанез Шкоф     | Облак          |
| Анка Цигој     | Мира           |
| Јоже Пенгов    | Корен          |
| Ангелца Хлебце | Татјанина мати |
| Марјан Краљ    | Јамник         |
| Митја Пипан    |                |
| Радко Полич    |                |

Остале улоге  ▼
| Глумац           | Улога |
| ---------------- | ----- |
| Цветка Блажић    |       |
| Јанез Пип        |       |
| Борка Стојаковић |       |
| Силва Слокар     |       |
| Марија Рибич     |       |
| Лудвик Шкоф      |       |
| Ксенија Хрибар   |       |